# Perizoma fractifascia
Perizoma fractifascia är en fjärilsart som beskrevs av Paul Dognin 1911. Perizoma fractifascia ingår i släktet Perizoma och familjen mätare. Inga underarter finns listade i Catalogue of Life.